# Közöny (regény)
A Közöny (L’Étranger), ismert Az idegen címen is, Albert Camus 1942-ben megjelent regénye. Az ún. „abszurd ciklus” első darabja, melyet ugyanebben az évben követett egy esszé, a Sziszüphosz mítosza, majd 1944-ben a Caligula című dráma. Mindhárom mű témája a camus-i filozófia alapélménye: az abszurd. A regényt negyven nyelvre fordították le, 1967-ben Luchino Visconti rendezésében filmadaptáció is készült belőle.

## Cselekménye
|  | Alább a cselekmény részletei következnek! |

A Közöny egy Meursault nevű algíri francia hivatalnok által elkövetett gyilkosságot, majd az ennek folyományaként kihirdetett halálos ítéletet, illetve a halálraítélt börtönnapjait beszéli el.
A cselekmény Meursault anyjának a temetésével kezdődik. Fontos elem a főhős szerelmi kapcsolata Marie Cardonával. Meursault-t az egyik lakásszomszédja, újdonsült barátja, egy kétes hírű fiatalember, Raymond Sintès – akiről azt mondják, széplányok kitartottja – egy kiszámíthatatlan kimenetelű szerelmi ügybe keveri, s ezzel akaratlanul gyilkos tettének az előidézője lesz. A cselekmény szempontjából nem elsődleges fontosságúak, de a főhős jobb megértése szempontjából mégis jelentősek a másik szomszédjával, a kutyája elvesztésén bánkódó öreg Salamanóval való kapcsolatát leíró epizódok.
Sintès barátjáéknál, Massonéknál tett látogatása során Meursault a tengerparton Sintès revolverével váratlanul lelövi az egyik körülöttük ólálkodó arabot. Ezután a letartóztatott hivatalnoknak a vizsgálóbíróval és az ügyvédjével folytatott beszélgetései, illetve a börtöntapasztalatai következnek, s ez utóbbiak keretén belül Marie látogatásáról esik szó. Végigkövetjük a tárgyalás két napját: a tanúkihallgatásokat, a vád- és a védőbeszédet, és a halálos ítélet kihirdetését. Az ennek végrehajtását váró rabot meglátogatja a börtön papja, s a hit vigaszát kínálja számára. Meursault dühös kirohanásban utasítja el a túlvilági reményt. A történet a nyilvános kivégzésre váró Meursault meditációival zárul.
|  | Itt a vége a cselekmény részletezésének! |

## A regény szerkezeti váza
A regény két arányos, de nem teljesen azonos terjedelmű részből áll. Az első rész (1-6. fejezet) az eseményeket a Meursault által elkövetett gyilkosságig tárgyalja. A második rész (7-11. fejezet) a letartóztatott, majd elítélt főhős börtöntapasztalatait, illetve gondolatait foglalja magába.
A hős sorsát meghatározó bűntett a 11 fejezetre tagolt regény hatodik fejezetében, a szimmetriatengelyben következik be. A regény szerkezeti váza tehát a bűn előtti, ártatlan időszak heteinek történései, a bűncselekmény és a bűnhődési folyamat hármas pillére között feszül.
Az, hogy Camus a voltaképpeni cselekményt (a bűntettet és a második részt) igen hosszadalmasan, hat fejezet terjedelemben vezeti be, melyek egy sor, látszólag mellékes tényezőt foglalnak magukban, a regény szempontjából elsődleges fontosságú. Ugyanis ezekből a melléktényezőkből tudhatjuk meg, hogy milyen is az az ember, aki a világrend védelmezőiből a bírósági eljárás során annyira elementáris indulatokat vált ki.
|  | Itt a vége a cselekmény részletezésének! |

## Az abszurd átélésére alkalmas hős
A regény francia címe: L’Étranger (Az idegen) pontosan jelöli meg a mű üzenetét. Arra az emberpéldányra irányítja az olvasó tekintetét, akiben első látásra egy régi ismerősünkre, a nagyvárosi, civilizált emberre ismerünk. Akkor hát miért idegen? Az idegenség félreismertséget, a magatartás szokatlan, nehezen megérthető voltát jelenti. Meursault, bár sosem lépi túl az illetlenség, a megbotránkoztatás küszöbét, viselkedésével környezetét, nemegyszer barátait, ismerőseit is zavarba ejti: nem akarja utoljára látni halott édesanyját, cigarettára gyújt és tejeskávét iszik a ravatalozóban stb. Mindamellett a fiatalember képes egészséges érzékiséggel és érzékenységgel, igényesen és civilizáltan élvezni az életét.
Van azonban két alapvető emberi tulajdonság, ami nyilvánvaló módon hiányzik belőle. Az egyik a természetes egoizmus egyik meghatározó formája, az ambíció, a társadalmi érvényesülés vágya. Ennek legnyilvánvalóbb példája az, amikor  teljes közönyt mutat a főnöke nagylelkűnek szánt ajánlata iránt, hogy a cég párizsi irodájában folytassa a munkáját, holott tudvalevő, hogy ez minden feltörekvő vidéki fiatalember vágyálma. Jellemének másik figyelemre méltó vonása az elkötelezettség, a mélyebb érzelmi vonzódás teljes hiánya. Utóbbit talán Marie Cardonához fűződő szerelmi viszonya teszi a legvilágosabbá. Marie-val, úgy tűnik, teljes szexuális összhangban van, mégis mikor a lány megkérdezi őt, szereti-e, mindkét alkalommal nemmel felel, noha a kívánságára hajlandó lenne akár feleségül is venni őt… Ez a két nyugtalanító vonás ráadásul a lázadás hiányával is társul, ami pedig feloldhatná idegenségét. Igaz, Meursault meghökkentő jellemvonásait ellensúlyozza kedvessége, szerénysége, tartózkodó magatartása, biztos fellépése, és ahogyan Sartre finoman megjegyzi, „abszurd bája”. Az élet apró örömei lefoglalják őt, kielégítik igényeit, egyhangú munkáját kifejezetten jól tűri, a szorongásnak még csak a csírája sincs meg benne, egyszóval az lehet az érzésünk, hogy Meursault személyében kiegyensúlyozott emberrel állunk szemben.
Azonban ezért a kiegyensúlyozottságért nagy árat kell fizetnie. Mivel semmit sem vár az élettől, nincsenek még csak középtávú tervei sem, nem kötődik senkihez, nem rágódik szép vagy fájdalmas emlékeken, az átlagembernél sokkal inkább ki van szolgáltatva alkalmi késztetéseknek, nem alakultak ki benne gátlások, fékek, amelyek visszatarthatnák valamilyen meggondolatlan cselekedet végrehajtásától. Meursault nem hisz és nem reménykedik semmiben, s akár büntetése előtt a Sziszüphosz mítoszának névadó mitikus figurája, ebben a folyamatos jelenben zavartalanul élvezi a felkínálkozó örömöket. Ahogyan Sziszüphosz, úgy Meursault is kiválóan alkalmas az élet abszurditásának szemléltetésére: a gyilkosság tragikus pillanatában az abszurditás érvényesíti hatalmát. A világ értelmetlensége lesz úrrá az ember fölött, megtörve értelemigényét. Meursault személyiségének az abszurditásban gyökerező, azt megnyilvánító sötét oldala egyszerre felszínre tör.

## Az abszurd hős
Az első hat fejezetben még nem jelenik meg kiteljesedett formában Meursault mint abszurd ember. Abszurd hőssé a szó camus-i értelmében csak letartóztatása és halálra ítélése után válik. A lét abszurditására ugyanis életünk egy bizonyos pontján döbbenhetünk rá, reflexió útján tudatosíthatjuk az ember és világ összeillésének rettenetes hiányát. A tisztánlátás e képességére Meursault az elzártság alatti elmélkedései során tesz szert. A tisztánlátás azonban önmagában még kevés. Kitartásra és makacsságra van szükség ahhoz, hogy az ember meg tudjon maradni az abszurdban, ugyanis abból három kiút is kínálkozik. Az egyik az öngyilkosság, ami az ember-világ szembenállás egyik pólusát kiiktatva felszámolja az abszurdot. A másik a remény, bármi legyen is a tárgya. A Közönyben a remény egyik típusa, a Gondviselésben való hit, a vallásos vigasz két ízben is drámai hangsúlyokkal kínálkozik, a „megátalkodott” hős azonban mindkét alkalommal mereven elutasítja azt. Végül a harmadik magatartás, ami felszámolja az abszurdot, a rezignált vagy derűs elfogadás. Ebből az elfogadó hozzáállásból még sok van a gyilkosságot megelőző hetek Meursault-jában. Az abszurd hőshöz illő kitartás csupán a halálraítéltben teljesedik ki.

## Meursault, az ártatlan bűnös
Meursault gyilkos tette zavarba hozza mind a vádlóit, mind az olvasókat. Az előbbiek számára Meursault bűntettének hiányos megokolhatósága központi probléma: ez az egyik olyan elem, ami szembesíti őket az abszurditással, s ez az a pont, ahol súlyos torzulás megy végbe az igazságszolgáltatás menetében. Az olvasó számára zavarra adhat okot az, hogy Meursault bizonyos értelemben ártatlannak vallja magát. Amikor a bíróság elnöke megkérdi tőle, mi vitte rá a gyilkosságra, a fiatalember őszintén, de ügyetlenül azt feleli: „az egész a Nap miatt volt”. A tárgyalóteremben senki sem érti a válaszát, csak mi, akik a hatodik fejezetben pontos leírását kaptuk annak, hogyan veszíti el a főhős az ítélőképességét az elviselhetetlen hőség hatására. Ezen az egy indítékon kívül sem Meursault, sem az olvasó, sem pedig a vádlók és bírák nem tudnak bűnös szándékot rekonstruálni a bűnös tett mögé. A cselekedet és a cselekvő között nincs szerves egység.
Ez azonban nemhogy elnéző ítélet meghozatalára sarkallná a bíróságot, csak még ellenségesebbé teszi őket a főhőssel szemben. Ahogyan felépül a vád a szemünk előtt, egyre világosabbá válik, hogy a gyilkosság csupán ürügy az erkölcsi rend őrei számára, hogy ítélkezzenek Meursault fölött, hogy megtorolják az általuk deviánsnak minősített magatartás- és életformát. Camus páratlan ügyességgel ábrázolja, hogyan tapadnak össze az önmagukban jelentéktelen, pehelykönnyű szemrehányások halálos súlyú váddá: miközben Meursault ellen jogos eljárás folyik emberölés vádjával, egyúttal koncepciós per áldozata is (ld. a vádat, miszerint „tulajdon édesanyja erkölcsi gyilkosa”, vagy hogy a bűntény „abszolút kárvallottja”, a lelőtt arab neve még csak fel sem merül stb.). Ha ugyanis az esküdtek pusztán azt a tényt néznék, hogy a vádlott egy pillanat őrületében hajtotta végre a tettét, megmenekülhetne a fővesztéstől. A bírák azonban az emberölés ürügyén valójában a meursault-i gondolkodásmódot, abszurd ember mivoltját büntetik. Feláldozzák őt azért, hogy ne kelljen szembenézniük a saját létük abszurditásával. Feltehetőleg ez a magyarázata Camus azon kijelentésének, hogy Meursault az egyetlen Krisztus, akit a korunk megérdemel.

## A regény új fordítása
2015-ben Ádám Péter és Kiss Kornélia fordításában folytatásokban jelent meg Camus regénye Az idegen címen a Nagyvilág folyóiratban. Kötet formájában az Európa Könyvkiadónál látott napvilágot az új fordítás 2016 áprilisában.

## Magyarul
- Közöny. Regény; ford. Gyergyai Albert; Révai, Bp., 1948 (Révai könyvtár)
- Közöny; ford., utószó Gyergyai Albert; Magvető, Bp., 1957
- Albert Camus regényei, Európa Könyvkiadó, 1970
- Közöny : két kisregény, Kriterion Könyvkiadó, 1972
- Regények és elbeszélések, Európa Könyvkiadó, 1987. ISBN 963-07-3017-0
- Közöny, Szépirodalmi Könyvkiadó, 1987. ISBN 963-15-3320-4 (Olcsó könyvtár, 933)
- Közöny : regény, Interpopulart, 1995. ISBN 963-613-109-0 (Populart füzetek : Diák- és házikönyvtár, 116.)
- Közöny ; A bukás, Európa Könyvkiadó, 2011. ISBN 978-963-07-9315-5 (Európa diákkönyvtár)
- Az idegen; ford. Ádám Péter, Kiss Kornélia; Európa, Bp., 2016 ISBN 978-963-405-366-8

## Magyar nyelvű szakirodalom
- Gyergyai Albert: Camus. In: Gyergyai Albert: Kortársak. Bp., 1965
- Horváth Krisztina: Dosztojevszkij és Camus távlata. Tragikus optimizmus és heroikus pesszimizmus. Világirodalmi tanulmányok 4. ELTE soksz., Bp., 1983
- Karátson Endre: Akivel nem beszélünk. Camus Idegenje barokk olvasatban. In: Karátson Endre: Baudelaire ajándéka. Jelenkor, Pécs, 1994
- Karátson Endre: Mészöly és a camus-i közérzet. I. m.
- Magyar Miklós: Nézőpont és írói világkép Albert Camus két regényében. Filológiai Közlöny, 1975. 3. sz.
- Mészáros Vilma: Bűn és bűnhődés Camus életművében. Magyar Tudomány 1962. 3. sz.
- Mészáros Vilma: Camus. Gondolat, Bp., 1973
- Mihályi Gábor: Albert Camus, Közöny. In: 111 híres regény. 2. kötet. Bp., Kozmosz Könyvek 1963
- Szávai János: Camus és a világ rendje. In: Szávai János: Nagy francia regények. Tankönyvkiadó, Bp., 1989
- Molnár Cecília Sarolta: Az idegen közönye, Nyelv és Tudomány, 2013. november 7.
- Ádám Péter-Kiss Kornélia: A L'Étranger új fordítása elé, Nagyvilág, 2015. 2. sz. 174-175. old.
- Albert Camus előszava az amerikai kiadáshoz, Nagyvilág, 2015. 2. sz. 176. old.
- Magyar Miklós: Albert Camus: L'Étranger, Közöny, Az idegen, Nagyvilág, 2015. 7. sz. 793-809. old.
- Ádám Péter: Miért kell a Közönyt újrafordítani?, Nagyvilág, 2015. 7. sz. 810-815. old.